# ウォルター・ラッセル・ランバス
ウォルター・ラッセル・ランバス（Walter Russell Lambuth、中国名は藍華徳。 1854年11月10日 - 1921年9月26日）は、アメリカの宣教師、医師、教育者。関西学院の創設に尽力したことで知られる。また、大分リバイバルを起こした。

## 生涯・人物
1854年に宣教師で教育者のジェームス・ウィリアム・ランバスと妻メアリー・イザベラ・ランバス(英語: Mary Isabella Lambuth)の長男として清国上海に生まれる。1875年5月、名門エモリー大学卒業。ヴァンダービルト大学大学院で神学博士と医学博士の学位を取得。アメリカ南メソヂスト監督教会（MECS）のジャパン・ミッションとして、父とともに1886年（明治19年）に上海経由で来日。
1886年11月24日、MECSジャパン・ミッションの総理として神戸に着任し、南美以神戸教会（現在の日本基督教団神戸栄光教会）初代牧師に就任する。着任2日後の11月27日に、その居館である神戸外国人居留地四十七番館の2階に読書館を設け、英語学校（後のパルモア学院）を開く。1888年に、関西学院創立に着手。1889年（明治22年）に兵庫県菟原郡原田村、いわゆる「原田の森」（現在の神戸市灘区王子町）に、パルモア学院を母体として、West Japan College、すなわち関西学院を創立し、初代院長となる。
1897年に広島美以教会（現在の日本基督教団広島流川教会）2代目牧師に就任。その頃、父ジェームスは神戸に、ウォルターは広島に居住。ともに瀬戸内海沿岸の広域伝道に着手。
1889年（明治22年）に大分美以教会（日本基督教団大分教会）を訪れて、除夜祈祷会で祈っていると激しく聖霊を体験して、信仰復興運動が起きた。
1890年12月16日、妻の病のため、離日。1910年（明治43年）に最高職の監督 (bishop) に就任、以後ブラジル、アフリカ大陸、ロシア・シベリア、中国の伝道にたずさわる。1921年（大正10年）に、軽井沢で宣教師会開催のため再来日するが、発病により、入院先の横浜にて死去。神戸市立外国人墓地に葬られた。
テネシー州ジャクソンに2011年まで所在したランバス大学は、ウォルター・R・ランバスの名誉を称えて改名されたものであった。